# Grad (toponomie)
Grad (chirilă: Град) este o veche denumire slavonă desemnând un oraș, castel sau așezare fortificată. La originea sa se află termenul „gord”.

## Exemple de locuri care conțin particula „grad”
| Nume         | Țară     | Traducere           | Imagine |
| ------------ | -------- | ------------------- | ------- |
| Belgrad      | Serbia   | Orașul Alb          |         |
| Moigrad      | România  | Orașul Meu          |         |
| Volgograd    | Rusia    | Orașul Volgăi       |         |
| Petrograd    | Rusia    | Orașul lui Petru    |         |
| Dimitrovgrad | Bulgaria | Orașul lui Dimitrie |         |

|  | Acest articol referitor la definiții sau enunțuri cu caracter enciclopedic este deocamdată un ciot. Puteți ajuta Wikipedia prin completarea sa. |